# هايبكسل
هايبكسل هو خادم ماين كرافت لألعاب صغيرة أطلقه سايمون كولنس ليفلام وفيليب توشيت في 13 أبريل 2013، تديره شركة هايبكسل المتحدة. يدعم ماينكرافت نسخة الجافا فقط. حقق خادم هايبكسل أربع أرقام قياسية في موسوعة غينيس. ويعتبر أكبر خادم ماين كرافت نشط الآن حيث يستضيف حوالي مائة ألف مستخدم مختلف من أنحاء العالم.

## تاريخه
أطلق سايمون كولنس ليفلام وفيليب توشيتفي 13 أبريل 2013 الإصدار التجريبي من خادم هايبكسل. تقوم شركة هايبكسل المتحدة بإدارة وتشغيل الخادم.
أنشأ الاثنان في الأصل خرائط مغامرات ماينكرافت معًا ورفعا لقطات بسيطة في قناتهم على اليوتيوب. أنشئ خادم هايبكسل لتشغيل هذه الخرائط وعرضها بشكل أكبر. تم تطوير الألعاب المصغرة في البداية كطريقة للاعبين لتمضية الوقت أثناء انتظارهم للاعبين آخرين، لكن الألعاب المصغرة نفسها اكتسبت شعبية أكثر وأصبحت هي الهوية الرئيسية للخادم، وركزت جهود هايبكسل على تطوير ألعاب صغيرة جديدة بدلًا من الخرائط.